# Număr harshad
În matematică, un număr harshad (sau un număr Niven) într-o bază dată este un număr întreg care este divizibil cu suma cifrelor sale în baza respectivă. Numerele harshad din baza {\displaystyle n} sunt, de asemenea, cunoscute sub numele de {\displaystyle n}-harshad (sau {\displaystyle n}-Niven). Numerele harshad au fost definite de D. R. Kaprekar, un matematician din India. Cuvântul „harshad” provine din sanscrită, harṣa (bucurie) + da (dă), adică dătător de bucurie. Termenul de „număr Niven” a apărut dintr-o lucrare prezentată de Ivan M. Niven la o conferință despre teoria numerelor din 1977.

## Definiție
Fie X un număr întreg pozitiv cu m cifre scris în baza n, cu cifrele {\displaystyle a_{i}} ({\displaystyle i=0,1,\cdots ,m-1}).. (Rezultă că {\displaystyle a_{i}} trebuie să fie zero sau un număr întreg pozitiv mai mic decât {\displaystyle n-1}.) 
X poate fi exprimat ca:
{\displaystyle X=\sum _{i=0}^{m-1}a_{i}n^{i}.}
X este un număr harshad în baza n dacă:
{\displaystyle X\equiv 0{\bmod {\sum _{i=0}^{m-1}a_{i}}}.}
Un număr care este un număr harshad în toate bazele de numerație se numește un număr all-harshad sau un număr all-Niven. Există doar patru numere all-harshad: 1, 2, 4 și 6 (numărul 12 este un număr harshad în toate bazele, cu excepția bazei 8).

## Exemple
- Numărul 18 este număr harshad în baza 10, deoarece suma cifrelor 1 și 8 este 9 (1 + 8 = 9), și 18 este divizibil cu 9.
- Numărul Hardy–Ramanujan (1729) este număr harshad în baza 10, întrucât este divizibil cu 19, adică cu suma cifrelor sale (1729 = 19 × 91).
- Numărul 19 nu este număr harshad în baza 10, deoarece suma cifrelor 1 și 9 este 10 (1 + 9 = 10), iar 19 nu este divizibil cu 10.
- Primele numere în baza 10 sunt:
1, 2, 3, 4, 5, 6, 7, 8, 9, 10, 12, 18, 20, 21, 24, 27, 30, 36, 40, 42, 45, 48, 50, 54, 60, 63, 70, 72, 80, 81, 84, 90, 100, 102, 108, 110, 111, 112, 114, 117, 120, 126, 132, 133, 135, 140, 144, 150, 152, 153, 156, 162, 171, 180, 190, 192, 195, 198, 200, ...  [3]